# Federação de Ski de Timor-Leste
Die Federação de Ski de Timor-Leste (FSTL, französisch Fédération de Ski de Timor-Leste, englisch Timor-Leste Ski Federation TLSF) ist der nationale Skiverband von Osttimor.

## Geschichte
Die FSTL wurde im Dezember 2012 gegründet. Parallel entstand dazu am 11. April 2013 die Association Française de Ski Timor-Leste (AFDSTL), die die FSTL und ihre Athleten unterstützt. Die beiden ersten Skifahrer des Verbandes Yohan und Alexi Goutt Goncalves sind in Frankreich aufgewachsen. Weitere Unterstützung kommt von der Australian and Timor-Leste Olympic Ski Association Incorporated (ATLOSAI). Australien hat enge Beziehungen zu seinem Nachbarn Osttimor. So hilft das Australian Institute of Sport den osttimoresischen Sportlern.
2017 fanden die ersten offenen, nationalen Skimeisterschaften Osttimors am Ravna planina im bosnischen Pale statt.

## Komitee
Präsident der FSTL ist Helder Encarnação, Vizepräsident Rui Lopes und Schatzmeister Rui Gonçalves. Sekretär ist Luis Casimiro und Europasekretärin Carolina de Mascarenhas.

## Athleten

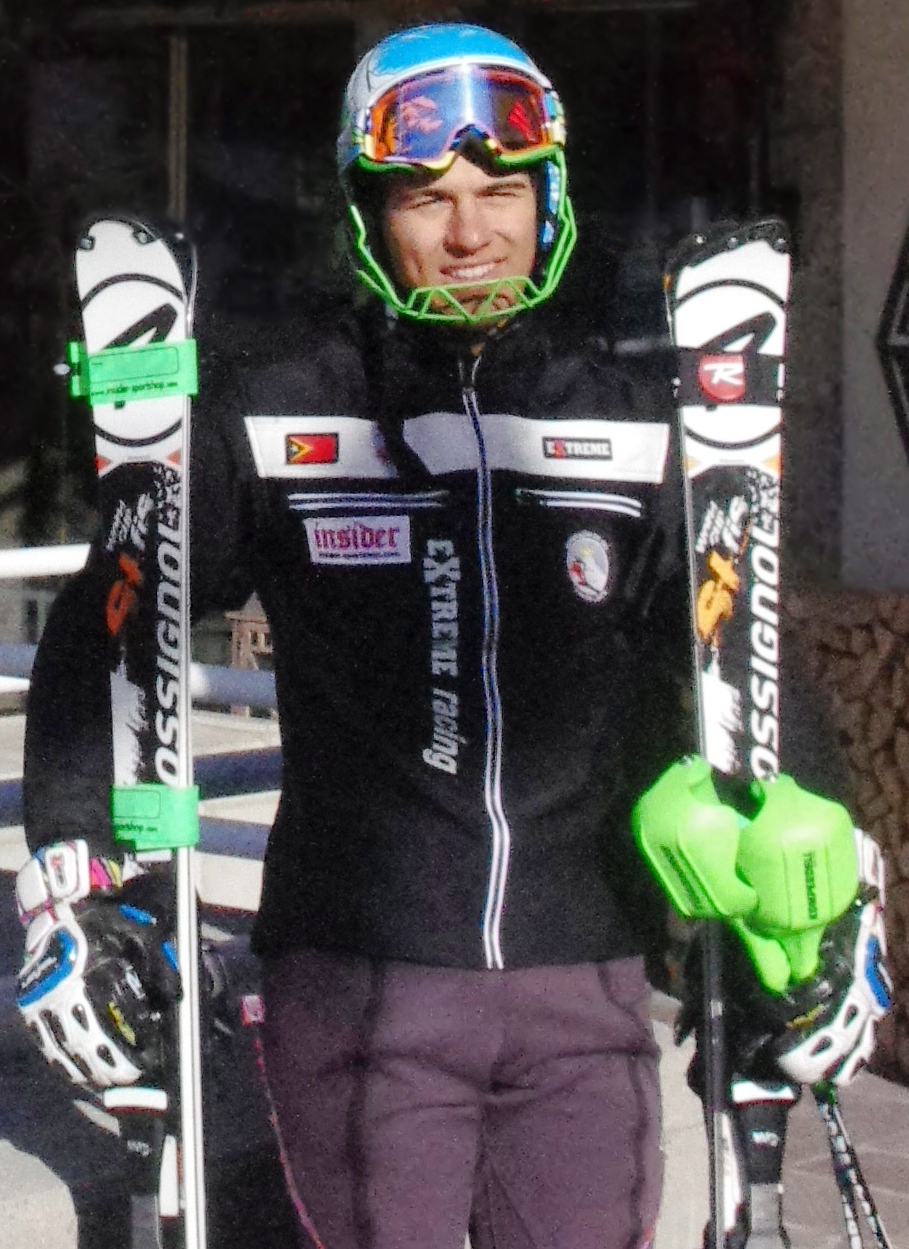
Yohan Goutt Goncalves

Yohan Goutt Goncalves startete im Slalom als erster Osttimorese bei den Olympischen Winterspielen 2014 in Sotschi. Sein jüngerer Bruder Alexi Goutt Goncalves war damals noch nicht alt genug für die Spiele, hat aber inzwischen Erfolge im nationalen französischen Skiwettbewerb vorzuweisen. Bei der Eröffnungszeremonie der Olympischen Jugend-Winterspiele 2016 war er zwar anwesend, trat aber dann bei keinem Wettbewerb an. Beide Skifahrer sind in Frankreich aufgewachsen. Ihr Vater stammt aus Frankreich, die Mutter aus Osttimor.